# Myra Adele Logan
Myra Adele Logan, née en 1908 à Tuskegee et morte le 13 janvier 1977 à New York, est une chirurgienne afro-américaine. Elle est la première femme à pratiquer une opération de chirurgie à cœur ouvert.

## Biographie
Originaire de l’État d’Alabama, Myra Adele Logan est la plus jeune des huit enfants de Warren et Adella Hunt Logan. Sa mère suit des études universitaires et participe aux mouvements pour le droit de vote des femmes, et leurs accès aux soins et à la santé. Son père est le trésorier et l’administrateur du Tuskegee Institute, et le premier membre du personnel sélectionné par l'écrivain américain Booker T. Washington.
Logan fait ses études primaires au Tuskegee's Laboratory. Après avoir obtenu son diplôme avec mention d'honneur du lycée de Tuskegee, elle intègre l'université d'Atlanta, dont elle sortira major de promotion en 1927. Elle s’installe alors à New York, et rejoint l'université Columbia, où elle obtient sa maîtrise en psychologie. Elle travaille ensuite pour la Young Women's Christian Association (YWCA) dans le Connecticut avant d'opter pour une carrière en médecine. Elle est la première personne à recevoir une bourse Walter Gray Crump de 10 000 dollars sur quatre ans, destinée exclusivement à aider les étudiants afro-américains en médecine à fréquenter la faculté de médecine de New York. Elle obtient son diplôme de médecine en 1933, et fait son internat en chirurgie à l'hôpital de Harlem à New York,.
En avril 1944, elle se marie avec le peintre Charles Alston après s'être rencontré sur un projet de peinture murale à l'hôpital de Harlem, où Logan est interne. Elle devient le modèle de l’artiste pour le l'œuvre Modern Medicine, dans lequel elle apparaît comme une infirmière tenant un nourrisson dans ses bras,.
Logan était également une pianiste classique accomplie.
Elle prend sa retraite du secteur médical en 1970, et siège ensuite à la Commission des accidents du travail de l'État de New York. Elle décède d'un cancer du poumon à l'hôpital Mount Sinai, le 13 janvier 1977.

## Carrière médicale
Myra Adele Logan travaille comme chirurgienne associée à l'hôpital de Harlem, où elle passe la majeure partie de sa carrière médicale. Elle a également été chirurgienne vacataire au sein de l'hôpital de Sydenham, et a assuré la gestion d’un cabinet privé. En 1943, elle devient la première femme à pratiquer une opération à cœur ouvert, soit la neuvième intervention de cette ampleur. Elle se spécialiste alors dans la chirurgie cardiaque pédiatrique,,.

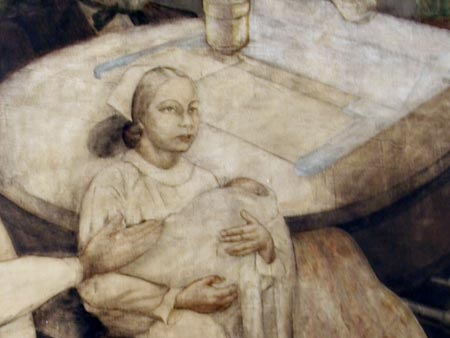
Détail du tableau de Modern Medicine de Charles Alston, huile sur toile, Hôpital de Harlem, 1936. Représentation de Myra Adele Logan.

Parallèlement, elle travaille à la mise au point d'antibiotiques, dont l'Auréomycine. Logan et une équipe de médecins ont mené un essai auprès de vingt-cinq patients atteints de lymphogranulome vénérien, traités avec l'Auréomycine et ont obtenu des résultats positifs, en permettant de réduire la taille des glandes de huit patients atteints d'une inflammation des ganglions lymphatiques après quatre jours de traitement,.
Dans les années 1960, Logan mène des recherches sur la détection et le traitement précoce du cancer du sein. Elle travailler sur des procédés radiologiques permettant de détecter plus précisément les différences de densité des tissus, pour le dépistage des tumeurs du sein.

## Reconnaissance
En 1951, Logan est élue membre de l'American College of Surgeons. Elle est la première Afro-Américaine à devenir membre de ce groupe. Elle est également  l’une des fondatrices et la trésorière de l'Upper Manhattan Medical Group du plan d'assurance maladie, l'un des premiers cabinets médicaux de groupe aux États-Unis. Elle travaille en parallèle avec le Comité de la santé de la National Association for the Advancement of Colored People (NAACP), le Comité des pratiques d'emploi équitables de l'État de New York, le Comité national du cancer, le Comité de l'association médicale nationale et le Planned Parenthood.
Logan était membre de la Commission de l'État de New York sur la discrimination pendant le mandat du gouverneur Thomas E. Dewey. En 1944, elle démissionne de la commission avec sept autres membres, après la décision du gouverneur de rejeter le projet de législation anti-discrimination qu'ils avaient rédigé,.

## Publications médicales
Elle a publié des papiers dans les Archives of Surgery et le Journal of American Medical Surgery. Elle a également publié ses études sur la Puromycine et la tri-éthylène mélamine dans les revues Archives of Internal Medicine (JAMA Internal Medicine) et Acta - Unio Internationalis Contra Cancrum.